# エラスティカ
エラスティカ (Elastica) は、イギリス・ロンドン出身のロックバンド。

## 来歴
1992年、スウェードの初期メンバーであるジャスティーン・フリッシュマンを中心に結成。ドラム以外が女性メンバーという珍しい構成の4ピース・バンドとしても注目された。1993年にデビューシングル「スタッター」を発表。ジャスティーンのクールなアイドル性、スタイリッシュなファッション･アイコンぶりもあって、ブリットポップに沸くイギリスで一躍人気を獲得していく。
1995年発表の1stアルバム『エラスティカ』は全英1位を獲得、アメリカでもゴールド・ディスクを獲得するなど、大ブレイクを果たした。しかしその後は、ジャスティーンの薬物問題やメンバーの相次ぐ交代などトラブルが絶えず、2ndアルバム『ザ・メナス』の発表まで前作から5年もの期間が開いてしまった。その頃には既にブリットポップは終焉を迎えており、結局2001年に解散を発表した。

## エピソード
- デビュー当時、フロントマンのジャスティーン・フリッシュマンはスウェードのブレット・アンダーソンの元恋人で、かつブラーのデーモン・アルバーンの当時の恋人であった。タブロイド界を賑わせるゴシップ面が先行しがちなバンドだったが、シンセサイザーを多用しつつ、ワイヤーやザ・フォールの影響を強く受けたサウンドは、後のニューウェーブ・ポスト・パンクのリバイバルブームの先駆けともいえる。また2000年発表の2ndアルバム『ザ・メナス』では、ザ・フォールのマーク・E・スミスと共作している。

- オアシスのリアム・ギャラガーは、ジャスティーンがデーモン・アルバーンと交際しているのを承知で「おれと付き合わないか」と言い寄ったり、「エラスティカのジャスティーンと一発やりてぇ」「迷わず口にちんぽぶちこんでやるね。迷わずね。ボンベイロールも迷わずぶちかましてやる。」とコメントするなど、何度もジャスティーンに対してラヴコールを送っていた。
それに対して、ジャスティーンは「リアムはハムスターと同じサイズの脳みそしか持ってないんだわ。ハムスターのサイズの脳みそじゃなくて、ハムスターの脳みそサイズってことよ」と完全にこき下ろしていた[1]。

- 評価の高いエラスティカのデビューアルバムには、ジャスティーンが当時付き合っていたデーモン・アルバーンが制作に深く関わっているのではないかという、まことしやかな噂がある。それについてデーモンは後年、「俺がエラスティカのアルバムの曲を書いたかどうかと訊かれても…、俺には答えるのが不可能な質問だよ。」と語っている。そしてデーモンは、ジャスティーンとの関係を「彼女と俺は、共に素晴らしい数年を過ごし、本当に多くのことを彼女から学んだよ。」と述懐している。
ちなみに、ブラーの6thアルバム収録の「テンダー（Tender）」は、デーモンがジャスティーンとの離別を唄った曲であるといわれている。ジャスティーンはバンド解散後の2008年、アメリカで大学教授と結婚。サンフランシスコで美術作家として活動しているという[2]。

- ジャスティーンに並ぶアイドル的な人気を獲得し、映画にも出演したドナ・マシューズ（en）は自身のバンドKlangを立ち上げ活動する一方、音楽大学に在籍。また、ネオカリスマティック・クリスチャン・チャーチに帰依し、現在は在住地区の会長をも務めているという。

## ディスコグラフィー
- 1995年　エラスティカ (Elastica)- 全英1位
- 2000年　ザ・メナス (The Menace) - 全英24位
- 2001年　レディオ・ワン・セッションズ (The Radio One Sessions)